# 주왕산

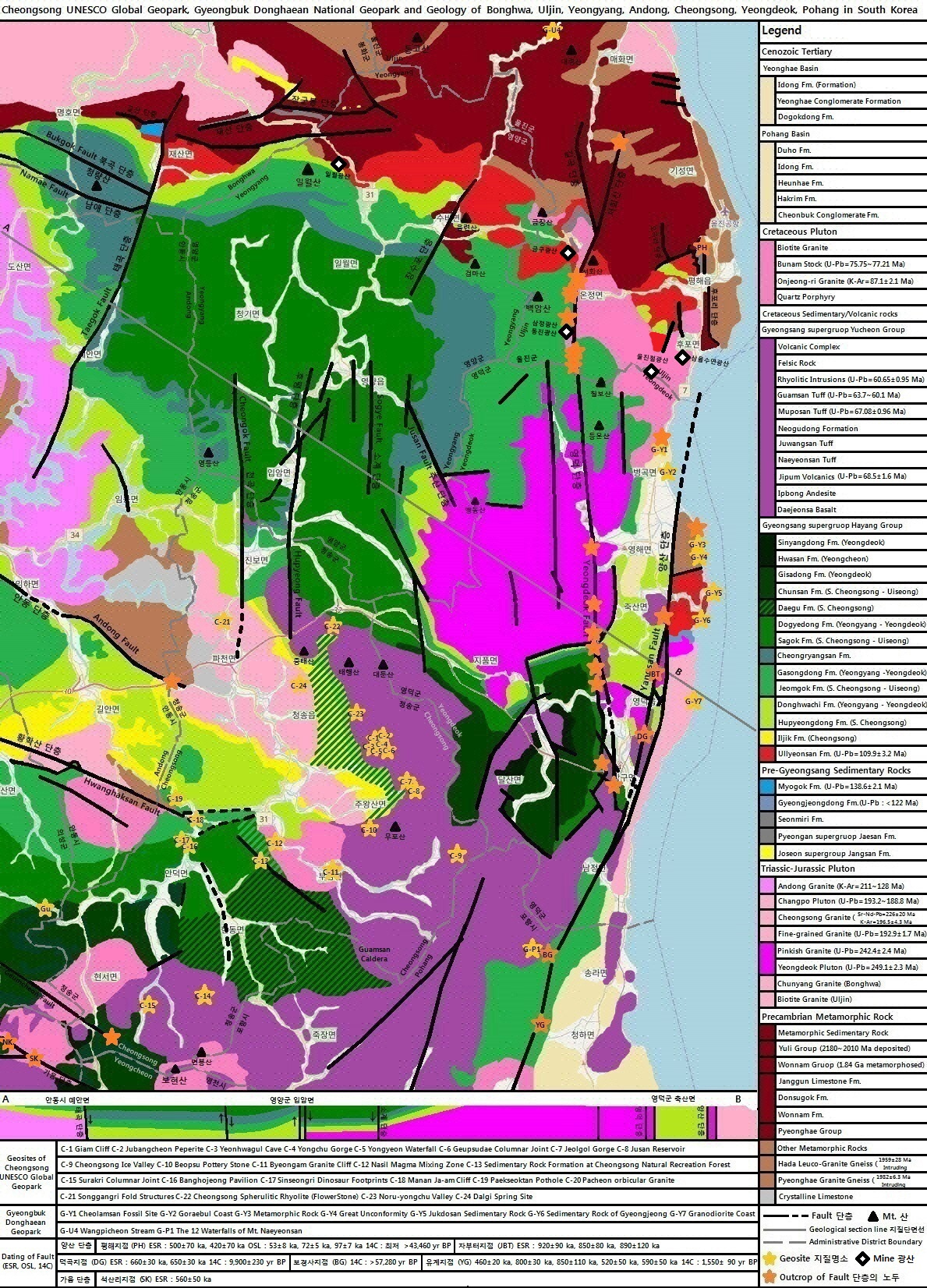
주왕산 일대의 지질과 청송 유네스코 세계지질공원

주왕산(周王山)은 대한민국 경상북도 청송군 주왕산면에 위치하고 있는 산이다. 1976년 3월 30일 12번째 대한민국의 국립공원으로 지정되었으며 청송 유네스코 세계지질공원의 일부이다. 이 산 일원의 지질은 풍화와 침식에 대한 저항력이 강한 백악기 경상 누층군 유천층군의 중성 내지 산성 화산암류로 구성되어 있다. 주왕산은 아름다운 계류와 죽순처럼 솟아오른 암봉 및 기암 괴석에다 울창한 송림이 한데 어우러져 한 폭의 산수화 같은 절경을 이루고 있다. 대전사에서 계류를 끼고 올라가는 좌우로 우람하게 치솟은 암봉과 암벽이 마치 바위병풍을 두른 듯하다. 그래서 예전에는 석병산(石屛山)이라 불리기도 하였다고 한다. 주왕산의 깃대종에는 둥근잎꿩의비름과 솔부엉이가 있다. 둥근잎꿩의비름은 주왕산 속 계곡의 바위 틈새에서 주로 서식한다.

## 지질
백악기가 끝날 무렵 안산암질 및 유문암질 마그마에 의해 여러 곳에서 화산 작용이 일어나 주왕산을 만들었다. 먼저 영덕군입봉 안산암이 정치되었고, 지품면에서 지품 화산암층, 포항시 청하면으로부터 내연산 응회암, 달산면으로부터 주왕산 응회암과 너구동층, 청하면으로부터 무포산 응회암 순서로 형성되었다. 주왕산 응회암은 냉각에 따른 수직절리에 의해 주상절리와 절벽, 협곡, 동굴과 폭포 등의 수많은 지질 명소를 가진다.
청송군 주왕산에서 포항시 북부 내연산에 이르는 화산암류는 청송도폭(1973)에서 불국사층군 각력질안산암, 도평도폭(1973)에서 경상계 안산암질암, 청하도폭(1968)에서 신라층군 보경사반암류로 명명되었으나 이후 입봉 안산암층, 지품 화산암층, 내연산 응회암, 주왕산 응회암, 너구동층, 무포산 응회암으로 세분되었다.
과거의 분류

### 각력질 안산암
불국사층군 각력질 안산암(Kba; Kyeongsang supergroup Yucheon group breccia andesite, 角礫質 安山巖)은 주왕산국립공원의 태행산(933.1 m), 금은광이(812.4 m), 무포산(717.5 m) 일대에 북북서 방향으로 넓게 분포한다. 암석은 담회색, 담홍색 또는 암회색 등을 띠며 안산암은 관입 각력(Intrusive breccia)을 포함하고 사장석, 녹렴석, 녹니석, 견운모, 자철석 등으로 구성된다.

### 안산암질암
경상계 안산암질암(Kan; Kyeongsang supergroup Yucheon group andesite rock)은 청송군 주왕산면 라리와 내룡리, 포항시 죽장면 하옥리 일대에 분포하며 각력질 안산암, 괴상 안산암, 반상(斑狀) 안산암을 대충 뭉뚱그려 안산암으로 지칭했다.

### 보경사 반암류
신라층군 보경사 반암류(Kb; Kyeongsang supergroup Sila group Bogyeongsa pophyrite, 寶鏡寺玢巖類)는 보경사 북서부의 내연산(711.3 m), 천령산(774.8 m), 동대산(792.4 m) 일대 산악 지대에 넓게 분포하는 암석으로 고산 지대를 형성하며 계곡은 침식되어 깊은 계곡을 이루고 곳곳에 폭포도 있다. 이 암석은 주로 암녹색 분암으로 구성되고 각력을 함유하고 있어 화산 각력암의 양상을 지닌 것도 있다. 석기(石基)는 암녹색이며 여기에 백색 장석 반정(斑晶)이 많이 있다. 본 암석은 천령산 부근에서 가송동층 하부 청계리층원을 관입하고 송라면 대전리에서는 가송동층 상부 도천리층원을 관입한다. 본 암석에는 절리가 많이 발달해 있으며 현미경 하애서 사장석, 석영, 녹렴석, 견운모로 구성된다.
오늘날의 분류

### 입봉 분암층
입봉 분암층(Kdr; Kyeongsang supergroup Ipbong porphyrite, Ryûhō porphyrite formation ,笠峰玢巖層) 또는 입봉 안산암층은 화산암류 중에서 최하부에 해당하며 신양동층을 부정합으로 피복하고 지품 화산암층에 의해 덮인다. 영덕도폭(1937)에 의하면 신라통(신라층군) 최상부에 해당하며 용암과 응회암의 호층으로 구성되고 드물게 흑색 셰일과 각력암을 협재하며, 250 m 이상의 두께를 가진다. 주왕산국립공원 동부에서는 전반적으로 하부에서 응회암으로 구성되고 상부에서 용암들로 구성되지만 용암이 훨씬 우세하고 두께 100 m 이하로서 얇은 편이다. 영덕군 지품면 송천리에서는 비반상(非斑狀) 안산암 용암으로만 구성된다. 응회암은 녹회색을 띠고 대체로 5~10 mm 내외의 암편과 부석을 다량 함유하며, 대부분 층리의 발달이 없이 괴상을 나타낸다.

### 지품 화산암층
지품 화산암층은 유문암질 응회암 및 용암으로 구성되고 응회질 사암, 유리쇄설암(hyaloclastite), 응회질 역암과 안산암 용암을 협재한다. 이 암층은 전체적으로 지품면 송천리에서 최고 550 m로 가장 두껍고 측방으로 얇아지는 렌즈상 분포를 보인다.

### 내연산 응회암
내연산 응회암은 주왕산 남동부에 분포하며 포항 보경사로 이어진다. 내연산 응회암은 남동부에서 폭발성 분출에 의해 대부분 화쇄류로 북서 방향으로 이동하여 주왕산 근처에도 모였다.

### 주왕산 응회암
주왕산 응회암은 대부분 주왕산국립공원 내에 분포하며, 주왕산 응회암은 능선부에서 너구동층과 무포산 응회암층에 의해 덮이기 때문에 불규칙하게 8자 모양으로 분포한다. 주왕산 응회암은 그 동쪽 경계부에서부터 서쪽으로 10.5 km, 태행산으로부터 남쪽으로 13 km에 걸쳐 산출되며 너구동층에 의해 덮이고 최고 350 m의 두께를 가진다. 그 공급지는 주 분포지로부터 남동쪽에 위치하는 것으로 알려지고 있다. 주왕산 응회암은 대부분 매우 높은 온도의 유문암질 마그마로부터 분출되어 굳어진 용결 회류응회암에 속한다.

### 너구동층
너구동층은 주왕산 응회암 위에 놓이고 무포산 응회암에 의해 덮인다. 너구동층은 응회질의 이암, 쳐트, 셰일, 사암과 역암으로 구성되는 퇴적암층과 반상 안산암 용암층으로 구성되며, 북서쪽으로 가면서 퇴적층이 두꺼워지고 남동쪽으로 가면서 용암층이 두꺼워진다. 이 층은 대체로 고도 500 m 에 위치하며, 청송읍 월외리 너구동마을에서 최고 두께 200 m이고 남동쪽으로 갈수록 점차 얇아지며 동쪽으로 갈수록 10 m 이하로 급격히 얇아진다. 이는 동쪽에서 이전에 형성된 화산체에 의해 지형적으로 높은 지대였음을 시사한다.

### 무포산 응회암
무포산 응회암은 너구동층과 내연산 응회암, 입봉 안산암층을 덮는다. 두께는 대둔산에서 350 m이고 왕거암에서 290 m이다. 유문암질 응회암에 속하며, 분출시기가 67.08±0.96 Ma을 나타낸다.

### 부남암주
부남암주(府南巖柱, Bunam Stock)는 청송군 부남면 북서부 홍원리-구천리 일대에 분포하는 심성암체로 길이 9.4 km, 너비 4.8 km의 크기를 갖고 그 면적이 100 km2 이하로 조립질화강암, 섬록암, 화강섬록암, 세립질화강암 등 여러 암상으로 혼합되어 있다. 이 암석은 기존의 청송 및 도평 지질도폭(1973)에서 백악기의 흑운모 화강암으로 명명되었다. 주변의 하양층군 퇴적암들은 열변성에 의한 혼펠스를 나타낸다. U-Pb 연대측정 결과 가장 젊은 연령은 백악기 후세 상파뉴절을 지시하는 75.75 ± 0.72 Ma이다.

## 지질유산

### 주왕산 기암단애
청송군 주왕산면 상의리 산 24 (N 36°24'00.95", E 129°08'55.05")의 주왕산 기암단애는 주방천 계곡에 위치한 봉우리로 층서상 유문암질 용결 회류응회암으로 구성된 주왕산 응회암에 속한다. 암체의 수축으로 인해 수직 방향의 절리를 따라 침식이 이루어졌고 현재의 단애를 이루고 있다. 대전사 방향에서 바라볼 때 사람의 손가락을 모아 하늘로 향한 형상을 보이며 크게 7개의 봉우리로 구성된다.

### 주왕산 급수대 주상절리
청송군 주왕산면 상의리 산 6-1 (N 36°23'53.46", E 129°09'35.85")의 주왕산 급수대 주상절리는 주왕산 응회암의 용결 회류응회암으로 구성되어 있으며 주방천 계곡의 산책로를 따라 대전사에서 약 3 km 지점에 위치하는 응회암질 단애이다. 급수대는 주왕산의 많은 응회암질 단애들 중 주상절리가 가장 뚜렷하게 발달하며 수직의 다양한 형태의 주상절리와 수직절리를 관찰할 수 있다.

### 주산지
주산지는 청송군 주왕산면 주산지리 73에 위치한 저수지로 이 저수지는 중생대 백악기에 분출한 경상 누층군 유천층군 치밀용결응회암 위에 만들어졌으며 이 암석은 암석 내에 광물이 치밀하게 붙어있어 물이 통과하기 어렵다. 농업을 위해 만든 인공 호수로 뿌리와 줄기 밑까지 잠긴 왕버들이 여러 그루 자란다. 김기덕 감독의 《봄 여름 가을 겨울 그리고 봄》의 촬영지였다.
주산지
- 주산지 부근 치밀용결응회암의 노두
- 주산지

### 절골
절골은 이전면에 있는 주왕산의 골짜기로 초입부의 기암의 모습들이 장관이다. 계곡이 수려하고 물이 차다.

### 주왕계곡

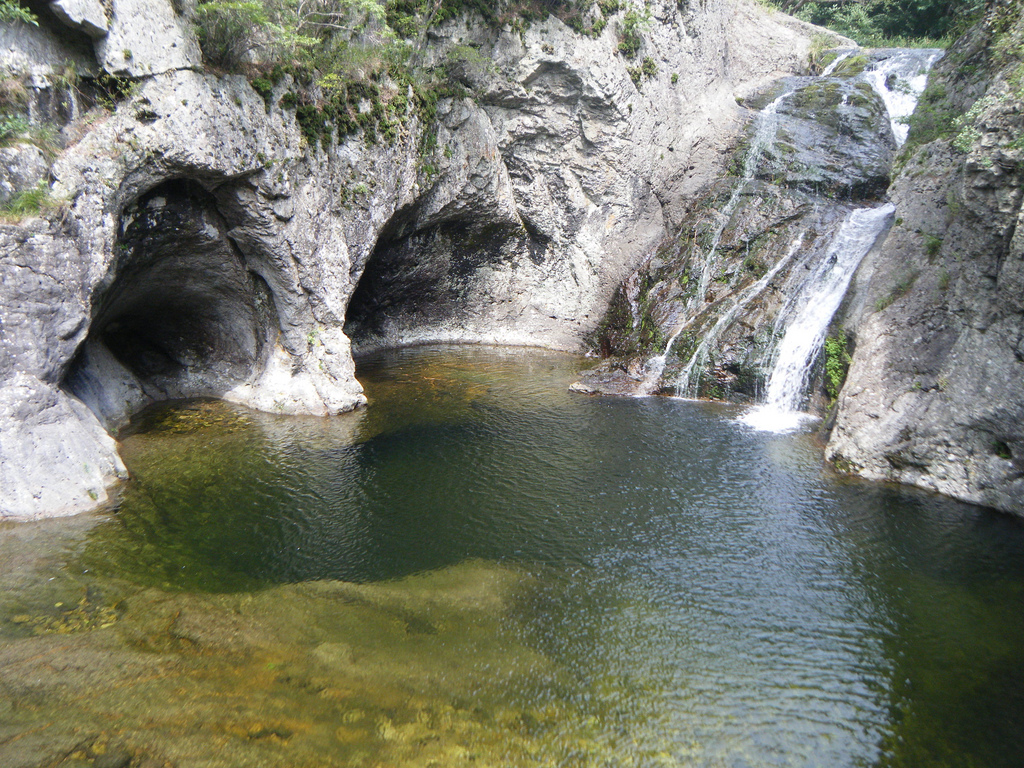

주왕산은 풍화와 침식에 대한 저항력이 강한 백악기 화산암류로 구성되어 있어 뛰어난 자연경관을 갖고 있으며 산봉우리마다 중국의 진나라에서 피신한 주왕의 전설이 얽혀 있는 등 명승으로서 지정가치가 커서 2003년 10월 31일 대한민국의 명승 제11호로 지정되었다.

## 같이 보기
- 청송 유네스코 세계지질공원
- 한국의 산
- 청송 대전사 보광전